# Croton brevispicatus
Espèce
Croton brevispicatus est une espèce de plantes à fleurs du genre Croton et de la famille des Euphorbiaceae présente à Madagascar.
Il a pour synonymes :
- Oxydectes brevispicata (Baill.) Kuntze

Il a pour sous-espèces :
- Croton brevispicatus var. bocquillonii (Baill.) Léandri, 1939
  - (en) Catalogue of Life : Croton brevispicatus bocquillonii (Baill.) Leandri, ayant pour synonyme :
  - Croton bocquillonii, Baill., 1861
  - Oxydectes bocquillonii, (Baill.) Kuntze
- Croton brevispicatus var. brevispicatus,
  - (en) Catalogue of Life : Croton brevispicatus brevispicatus, ayant pour synonymes :
  - Croton brachybotryus, Müll.Arg., 1866
  - Croton brevispicatus var. isalensis, Leandri, 1939
  - Croton isalensis, (Leandri) Leandri, 1972